# Volkswagen W12
Volkswagen W12 – prototyp sportowego samochodu osobowego zbudowany przez niemiecką firmę Volkswagen przy współpracy z włoską firmą ItalDesign. Dostępny jako 2-drzwiowe coupé oraz 2-drzwiowy roadster. W 1997 użyto jednostki o pojemności 5,6 l W12, lecz w późniejszym czasie motor rozwiercono do pojemności 6,0 l. Moc przenoszona była początkowo na obie osie poprzez 6-biegową manualną skrzynię biegów jednakże przy dalszych modyfikacjach pozostawiono jedynie napęd na oś tylną. W pierwotnej wersji motor dysponował mocą 420 KM (5,6 l), a po modyfikacji rozwiercenia cylindrów oraz dodatkowym zmianom, mocą - 600 KM (6,0 l).
Nieoficjalny przydomek Volkswagena W12 to Nardo, który wziął się z testów długodystansowych oraz prób bicia rekordów na torze Nardo.

## Dane techniczne ('01 W12)

### Silnik
- W12 6,0 l (5998 cm³), 4 zawory na cylinder, SOHC
- Układ zasilania: wtrysk EFi
- Średnica cylindra × skok tłoka: b/d
- Stopień sprężania: 12,0:1
- Moc maksymalna: 600 KM (440 kW) przy 7000 obr./min
- Maksymalny moment obrotowy: 620 N•m przy 5800 obr./min

### Osiągi
- Przyspieszenie 0-100 km/h: 3,5 s
- Prędkość maksymalna: 322 km/h